# Crespin (Aveyron)
 Crespin  (así también en occitano) es una población y comuna francesa, situada en la región de Mediodía-Pirineos, departamento de Aveyron, en el distrito de Rodez y cantón de Salvetat-Peyralès.

## Demografía
| 486 | 407 | 375 | 328 | 298 | 273 |
| Para los censos de 1962 a 1999 la población legal corresponde a la población sin duplicidades (Fuente: INSEE [Consultar]) |     |     |     |     |     |

## Personas relacionadas
- Joan Bodon, escritor en occitano.